# Ambondro mahabo
Ambondro mahabo és una espècie de mamífer que visqué durant el Juràssic mitjà (fa uns 167 milions d'anys) en allò que avui en dia és Madagascar. És l'única espècie del gènere Ambondro i és conegut a partir d'un maxil·lar inferior fragmentari dotat de tres dents, que han estat interpretades com l'última premolar i les dues primeres molars. La premolar consisteix en una cúspide central amb una o dues cúspides més petites i un cíngol a la vora interior (lingual) de la dent. Les molars també presenten un cíngol lingual. Consisteixen en dos grups de cúspides: un trigònid de tres cúspides al davant i un talònid amb una cúspide principal, una de més petita i una cresta al darrere. Les característiques del talònid suggereixen que A. mahabo tenia dents molars tribosfèniques, és a dir, amb la configuració bàsica que presenten els mamífers metateris i euteris. És el mamífer més antic conegut que té dents aparentment tribosfèniques, amb 25 milions d'anys més que l'anterior mamífer més antic conegut amb aquest tipus de dents.
A. mahabo fou descrit l'any 1999 com a parent primitiu dels tribosfènides (marsupials, placentaris i els seus parents extints dotats de dents tribosfèniques). Tanmateix, el 2001 es publicà una interpretació alternativa que l'ajuntava amb Ausktribosphenos (Cretaci d'Austràlia) i els monotremes (equidnes, ornitorrincs i els seus parents extints) dins del clade dels australosfènides, que segons aquesta hipòtesi haurien adquirit molars tribosfèniques independentment dels marsupials i placentaris. Asfaltomylos i Henosferus (Juràssic de l'Argentina) foren afegits posteriorment a aquest grup, juntament amb Bishops (Cretaci d'Austràlia). Investigacions recents sobre el desgast de les dents dels australosfènides han posat en dubte que aquests animals, incloent-hi A. mahabo, realment tenguessin dents tribosfèniques. Alguns paleontòlegs han discutit l'existència del clade Australosphenida, suggerint que A. mahabo no és un parent proper d'Ausktribosphenos i els monotremes o que els monotremes no són australosfènides i que els australosfènides restants estan relacionats amb els euteris.

## Descobriment i context
A. mahabo fou descrit per un equip encapçalat per John Flynn en un article publicat el 1999 a Nature. El seu nom científic deriva del poble d'Ambondromahabo, a prop del qual es descobrí el fòssil. És conegut del Bathonià (Juràssic mitjà, fa aproximadament 167 milions d'anys) de la conca de Mahajanga, al nord-oest de Madagascar, a la unitat Isalo III. Aquesta és la capa rocosa més recent de les tres que formen el Grup Isalo. Aquesta unitat també ha donat dents de crocodiliformes i plesiosaures, així com restes del sauròpode Lapparentosaurus.

## Descripció

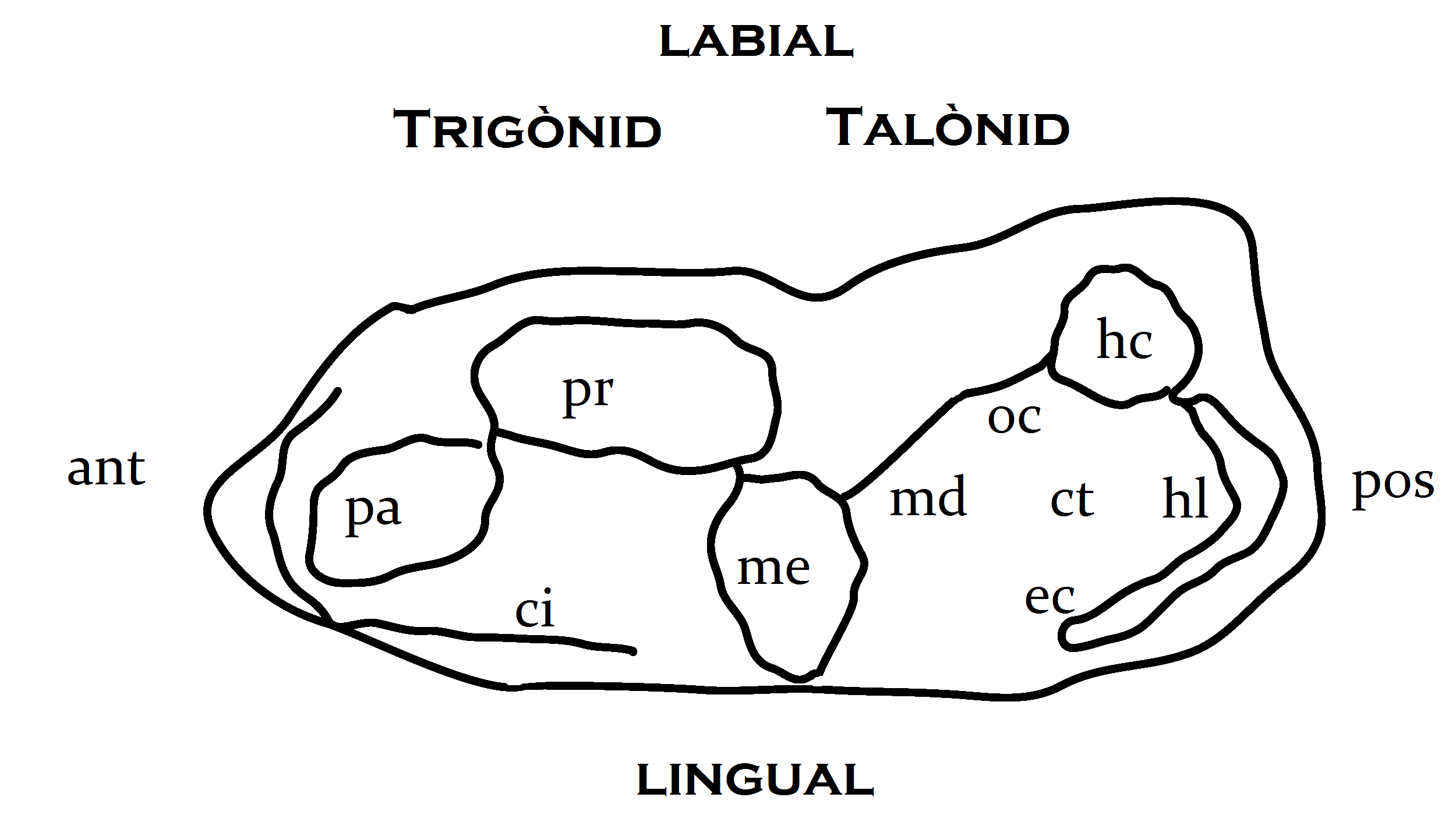
Vista superior d'una molar inferior d'un australosfènide. Ant: anterior; pos: posterior; ci: cíngol; pa: paracònid; pr: protocònid; me: metacònid; md: metacrístid distal; oc: obliqua del crístid; hc: hipocònid; hl: hipoconúlid; ec: entocrístid; ct: conca del talònid

Ambondro mahabo fou descrit a partir d'un maxil·lar inferior dret fragmentari dotat de tres dents, interpretades com l'última premolar (p-última) i les dues primeres molars (m1 i m2). És custodiat a la col·lecció de la Universitat d'Antananarivo com espècimen UA 10602. És petit en comparació amb altres mamífers primitius. Les dents tenen un cíngol prominent a la vora interior o lingual. La p-última té una robusta cúspide central. Hi ha una cúspidula al darrere de la dent i probablement una altra al cantó lingual anterior. Aquesta dent s'assembla a les molars dels simetrodonts, un grup de mamífers primitius, però la cúspide posterior és més petita que el metacònid dels simetrodonts.
La meitat anterior de l'm1 i l'm2 consisteix del trigònid, un grup de tres cúspides que formen un triangle (el paracònid al davant a la vora lingual, el protocònid al mig a la vora labial i el metacònid al darrere a la vora lingual). Les tres cúspides formen un angle recte entre elles al protocònid, de manera que el trigònid és considerat «obert». El paracònid és més alt que el metacònid. Al marge davanter, hi ha un cíngol dividit en dues petites cúspides. A diferència d'alguns mamífers tribosfènics primerencs i els seus parents propers, no hi ha cap cúspidula addicional darrere el metacònid. Al darrere del trigònid, la cresta coneguda com a metacrístid distal es troba en una posició relativament labial (a prop de la vora exterior de la dent) i és contínua amb una altra cresta, l'obliqua del crístid, que al seu torn està connectada al darrere de la dent.
La part posterior de la dent està formada pel talònid, un altre grup de cúspides. És més ample que llarg i conté una cúspide ben desenvolupada (l'hipocònid) a la vora labial, així com una depressió (la conca del talònid) al centre. L'obliqua del crístid està connectada amb l'hipocònid. Hi ha una cúspide més petita, l'hipoconúlid, situada lingualment respecte a l'hipocònid. Ambdós estan connectats per una vora tallant que fa pensar en la presència d'una cúspide, el metacon, a les molars superiors. Encara més lingualment, l'entocrístid voreja la conca del talònid; a l'm1 està inflat, mentre que a l'm2 conté dues petites cúspules però li manca un entocònid distint. Aquest entocrístid és continu amb el cíngol lingual.
Les facetes de desgast són les parts de la dent que presenten indicis d'oclusió amb una altra dent; en els mamífers primitius, són numerades seguint un sistema estàndard. Flynn i col·laboradors identificaren les facetes cinc i sis en posició lingual respecte a l'obliqua del metacrístid-crístid distal i davant de l'hipoconúlid, a la conca del talònid; segons Flynn i col·laboradors, aquestes facetes de desgast suggereixen que les molars superiors tenien un protocon. En un article publicat el 2005 sobre Asfaltomylos, un mamífer possiblement emparentat de l'Argentina, Thomas Martin i Oliver Rauhut identificaren una altra faceta de desgast a l'hipocònid i suggeriren que el desgast es produeix principalment a les vores del talònid dels australosfènides i no a la conca del talònid.

## Interpretacions
Al seu article, Flynn i col·laboradors descrigueren A. mahabo com el mamífer més antic conegut dotat de molars tribosfèniques, el tipus bàsic de molars dels metateris (els marsupials i els seus parents extints) i els euteris (els placentaris i els seus parents extints), que es caracteritza per la presència d'un protocon a les molars superiors que encaixa amb la conca del talònid de les molars inferiors. La connotació era que el descobriment de A. mahabo havia avançat l'aparició dels mamífers tribosfènics coneguts en 25 milions d'anys. Per tant, suggeriren que els mamífers tribosfènics no havien aparegut als continents septentrionals (Lauràsia), com ho deia la teoria més acceptada, sinó als continents meridionals (Gondwana). Mencionaren la conservació d'un metacrístid distal i un trigònid «obert» com els caràcters que separen A. mahabo dels tribosfènides més recents.
El 2001, Zhe-Xi Luo i col·laboradors presentaren la seva proposta alternativa que el patró de molars tribosfèniques havia aparegut dues vegades: una en els metateris i euteris (el grup dels boreosfènides) i una en Ambondro, Ausktribosphenos (Cretaci d'Austràlia) i els monotremes (el grup dels australosfènides). Caracteritzaren els australosfènides basant-se en la presència d'un cíngol al cantó anterolabial de les molars inferiors, un talònid curt i ample, un trigònid relativament baix i una última premolar inferior triangular.
També el 2001, Denise Sigogneau-Russell i col·laboradors publicaren una descripció del mamífer tribosfènic més antic de Lauràsia, Tribactonodon. En aquest article donaren per bona la relació entre Ausktribosphenos i els monotremes, però sostingueren que A. mahabo era més proper als tribosfènides de Lauràsia que a Ausktribosphenos i els monotremes. Els seus arguments contra la integritat dels australosfènides incloïen la presència de cíngols linguals en diversos mamífers no australosfènides, la presència de dues cúspides al cíngol anterior de A. mahabo i alguns boreosfènides, l'aspecte diferent de les premolars d'Ambondro i Ausktribosphenos (quadrades) i el contrast entre els talònids d'Ambondro (dotats d'un hipocònid ben desenvolupat a la vora labial) i Ausktribosphenos (quadrats).
L'any següent, Lao i col·laboradors publicaren una anàlisi més detallada que confirmava la seva conclusió anterior i afegia Bishops, del Cretaci d'Austràlia, al clade dels australosfènides. Mencionaren la posició de l'hipoconúlid, que s'inclina cap endavant en lloc de cap enrere (com és el cas en els boreosfènides), com a caràcter addicional dels australosfènides, a més de remarcar que Ambondro quedava exclòs d'un grup format per Ausktribosphenos i els monotremes que es caracteritzava per la presència d'una osca amb forma de V al metacrístid distal. El mateix any fou descrit Asfaltomylos, un nou australosfènide del Cretaci de l'Argentina. A diferència de A. mahabo, aquest animal mancava de metacrístid distal i tenia un cíngol lingual menys desenvolupat.
Tanmateix, el 2003 Michael Woodburne i col·laboradors revisaren l'anàlisi filogenètica de Luo et al.: els resultats d'aquesta revisió exclogueren els monotremes dels australosfènides i classificaren els australosfènides restants a prop dels euteris, deixant Asfaltomylos com el parent més proper d'Ambondro. Aquest canvi era el resultat de diversos canvis fets a la matriu de dades utilitzada per Luo et al., especialment pel que feia als monotremes. El 2007, Guillermo Rougier i col·laboradors descrigueren un nou australosfènide, Henosferus, del Juràssic de l'Argentina. S'oposaren a la possible relació entre els euteris i els australosfènides però restaren ambivalents quant a la ubicació dels monotremes dins els australosfènides. Basant-se en part en el treball anterior de Martin i Rauhut sobre les facetes de desgast dels australosfènides, posaren en dubte la presència d'un protocon a les molars superiors dels australosfènides no monotremes (cap dels quals no és conegut a partir de dents superiors) i suggeriren que, finalment, existia la possibilitat que els australosfènides no tinguessin dents realment tribosfèniques.